# ميزينيلي
ميزينيلي هي كومونا (بلدية) في مدينة تورينو الحضرية في منطقة بيدمونت الإيطالية ، وتقع على بعد حوالي 35 كيلومتر (22 ميل) شمال غرب تورين .